# ACS-100 Sora
Die ACS-100 Sora ist ein leichtes Sportflugzeug des brasilianischen Herstellers Advanced Composites Solutions.

## Geschichte und Konstruktion
Die ACS-100 Sora ist die Weiterentwicklung der CB-10 Triathlon, einem Projekt des brasilianischen Flugzeugkonstrukteurs Claudio Barros von der Universidade do Estado de Minas Gerais. Bei der Maschine handelt es sich um einen zweisitzigen Tiefdecker, wahlweise mit festem oder einziehbarem Bugradfahrwerk. Die Besatzung sitzt nebeneinander im Cockpit. Die Maschine ist fast vollständig aus Verbundwerkstoffen gefertigt und für Kunstflug geeignet. Der Erstflug fand im Juni 2008 statt. Das Flugzeug wird alternativ mit dem Kolbenmotor Rotax 912 ULS mit 74 kW oder dem Lycoming O-235 mit 84 kW angeboten. Das Flugzeug kann auch mit einem Fallschirmrettungssystem ausgestattet werden.
Gemeinsam mit den Betreibern des Itaipú-Wasserkraftwerks wurde das erste elektrisch angetriebene Flugzeug Südamerikas, auf Basis der „Sora“, die Sora-E entwickelt. Der Erstflug fand am 23. Juni 2015 statt und dauerte fünf Minuten. Die Maschine ist mit zwei Emrax-Elektromotoren aus Slowenien mit einer Leistung von je 35 kW ausgestattet. Mit sechs Lithium-Polymer-Akkumulatoren erreicht man eine Spannung von 400 Volt, sowie eine Flugdauer von 45 bis 60 Minuten bei einer Reisegeschwindigkeit von 190 km/h. Die Höchstgeschwindigkeit beträgt 340 km/h und das höchstzulässige Gesamtgewicht 650 kg.

## Technische Daten
| Kenngröße             | Daten                                  |
| --------------------- | -------------------------------------- |
| Besatzung             | 1                                      |
| Passagiere            | 1                                      |
| Länge                 | 6,5 m                                  |
| Spannweite            | 7,5 m                                  |
| Höhe                  | 2 m                                    |
| Flügelfläche          | 8,7 m²                                 |
| Flügelstreckung       | 6,5                                    |
| Leermasse             | 350 kg                                 |
| max. Startmasse       | 600 kg                                 |
| Reisegeschwindigkeit  | 210 km/h                               |
| Höchstgeschwindigkeit | 220 km/h                               |
| Dienstgipfelhöhe      | 3700 m                                 |
| Reichweite            | 500 km                                 |
| Triebwerke            | 1 × Rotax 912-ULS-Boxermotor mit 74 kW |